# Alcide Aimi
Alcide Aimi (Vidalenzo di Polesine, 27 maggio 1896 – Como, 1960) è stato un sindacalista e politico italiano Fu tra gli artefici prima del sindacalismo nazionale e in seguito del sindacalismo fascista.

## Biografia
Cresciuto in seminario, entrò nel Corpo delle Guardie di Città partecipando poi alla prima guerra mondiale nel 142º Reggimento fanteria con il grado di tenente. Prese parte ai combattimenti di Oppacchiasella e sul Carso.
Durante uno scontro sul Carso fu anche ferito gravemente. Fu decorato con la Croce di guerra al valor militare e del distintivo dei feriti.

### Il sindacalismo a Parma
Aimi prese parte alla fondazione del Fascio di Combattimento di Busseto di cui divenne segretario Vittorio Bergamaschi. mentre Aimi divenne il capo delle squadre d'azione della bassa parmense. Nella notte tra il 6 e il 7 gennaio 1921 Bergamaschi fu ucciso in un agguato mentre rientrava a casa e Aimi gli successe nella carica.

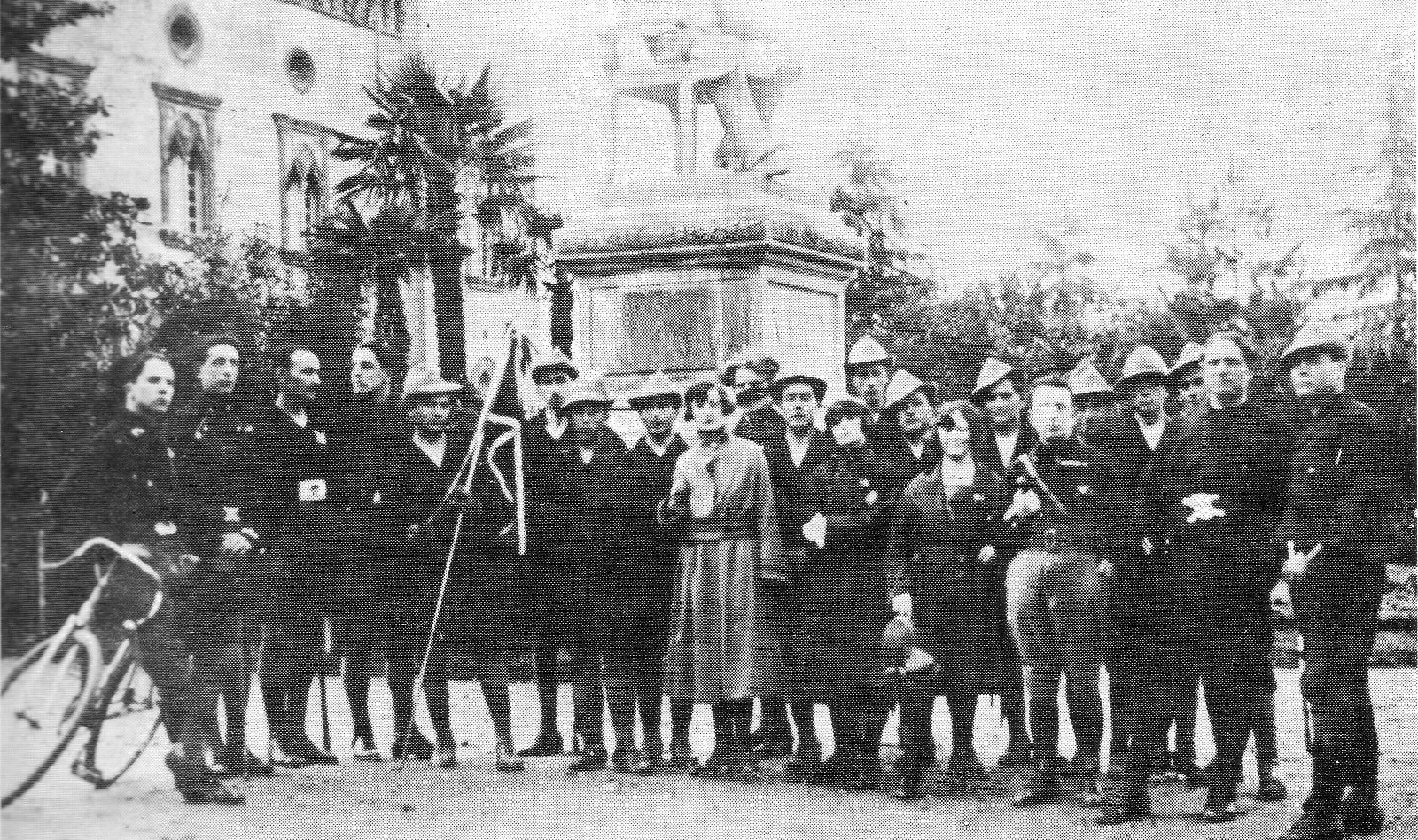
La squadra d'azione di Busseto, Aimi è il terzo da destra

Il giorno stesso Aimi fu tra i protagonisti dei duri scontri che si svilupparono in città. Assunta la guida del fascio di Busseto il 3 marzo 1921. lo rese il più attivo di tutta la provincia e Aimi con l'appoggio anche degli agrari, guidò gli assalti contro le cooperative socialiste e cattoliche. Il 20 aprile 1921 Aimi assunse la guida dei sindacati fascisti di Busseto. diventando in breve il principale esponente del sindacalismo fascista di tutta la provincia di Parma. Dopo l'arresto di diversi esponenti dello squadrismo parmense Aimi organizzò diversi comizi nella provincia di Parma richiedendone la scarcerazione ma nel dicembre fu anch'esso imprigionato e condannato il 4 febbraio 1922 per "attentato contro la libertà del lavoro e oltraggio ai carabinieri". Immediatamente scarcerato ritornò alla guida delle squadre d'azione. Alla devastazioni delle sedi di organizzazioni socialiste Aimi fece immediatamente seguire la fondazione di una analoghe organizzazioni fasciste in cui emigrarono gli ex socialisti.
Contrario al patto di pacificazione con i socialisti sostenne la necessità di proseguire la lotta armata e sulla Gazzetta di Parma scrisse:
(Aimi sul quotidiano la "Gazzetta di Parma".)
Il 10 febbraio 1922 Edmondo Rossoni era stato nominato segretario generale della neonata Confederazione nazionale delle Corporazioni sindacali e Aimi fu chiamato a farne parte fin dal primo consiglio direttivo. Aimi si avvicinò alle tesi corporativiste integrali propugnate da Rossoni abbandonando le sue posizioni conservatrici ed entrando così in urto con gli agrari.
Nell'estate del 1922 le azioni squadriste, alla cui testa vi erano Aimi e Davide Fossa si intensificarono. A seguito dello sciopero legalitario, proclamato dall'Alleanza del Lavoro nell'agosto 1922, entrò a fare parte del comando di quattro persone che gestiva le operazioni a Parma e che lanciò ai manifestanti l'ultimatum che imponeva la fine dello sciopero. Respinto l'ultimatum prese parte attivamente all'assedio della città, occupando il vicino comune di Sissa, e attaccando la Cooperativa socialista di Fontanelle, distruggendola. La sconfitta nel quartiere parmense di Oltretorrente delle squadre fasciste, a differenza del resto d'Italia in cui il partito fascista si era affermato provocò in città una battuta d'arresto. Ciononostante in provincia l'espansione fascista ebbe pieno successo e l'eliminazione delle leghe socialiste fece sì che per i braccianti e i contadini ebbero come unico interlocutore i sindacati fascisti.
Nelle settimane successive avvenne la contrastata adesione al PNF di Luigi Lusignani, vecchio leader degli agrari che provocò forti tensioni nel partito. Nel frattempo il 29 settembre 1922 nel congresso fu eletto Enzo Ponzi con l'appoggio dei sindacalisti il quale inaugurò subito una politica di pacificazione. I sindacalisti, pur non condividendola, furono costretti ad adattarsi alla politica di Ponzi anche perché Aimi l'indiscusso leader dei sindacalismo fascista di Parma era latitante poiché ricercato dalla polizia con l'accusa di aver distrutto la Cooperativa di Fontanelle.

### La conquista della provincia
La latitanza di Aimi durò fino all'assoluzione pochi mesi più tardi e il suo ruolo fu pertanto svolto da Davide Fossa. Il ritorno di Aimi alla guida del sindacato segnò la ripresa dell'offensiva contro le organizzazioni socialiste e lo scontro con le associazioni agrarie accusate di non voler appoggiare il fascismo fino in fondo.
(Aimi sulla rivista "Fiamma" organo del PNF il 24 febbraio 1923)
Il rapporto con il segretario Ponzi che perseguiva una politica moderata fu in breve messo in discussione, fu accusato di aver mantenuto stretti rapporti con Lusignani e gli agrari. Il 21 febbraio Aimi portò l'attacco decisivo contro gli agrari cui veniva intimata l'iscrizione ai sindacati e alle corporazioni fasciste. Le dimissioni di Ponzi poche settimane dopo riaprirono i giochi per la corsa alla segreteria. Commissario fu nominato Roberto Farinacci e la segreteria fu retta dal sindacalista Vittorio Stevani. I principali problemi che si ponevano al nuovo direttorio riguardavano l'opposizione dell'Associazione agraria parmense che a sciogliersi per confluire nel partito fascista e l'accessibilità ai quartieri popolari dell'Oltretorrente dove nell'agosto precedente si era sviluppata la resistenza armata alle squadre fasciste. Entrambe le questioni erano rilevanti per i sindacalisti guidati da Aimi e Fossa. L'obiettivo prioritario di Aimi diventava quindi "togliere di mezzo le organizzazioni di classe, anche quelle padronali". per cui fu aperta l'adesione anche ai vecchi squadristi degli anni precedenti.
(Aimi sulla rivista "Fiamma" organo del PNF il 21 aprile 1923)

Monumento al sindacalista parmense Filippo Corridoni presso l'Oltretorrente

Nel marzo 1923 le varie camere di lavoro erano state tutte chiuse ad eccezione di quella che faceva riferimento alla figura di Filippo Corridoni, che pur occupata il 23 marzo dai fascisti fu restituita ad Amilcare De Ambris il 19 aprile. Il 27 giugno fu nuovamente chiusa. Nonostante la vittoria dei fascisti a livello nazionale in Oltretorrente a Parma si concentravano ancora l'opposizione al fascismo rappresentata in particolare dagli ex arditi del popolo. Nel luglio 1923 il sindacato guidato da Aimi aprì le prime sedi in Oltretorrente ispirate alla figura di Corridoni. Al riguardo si cercò di creare un punto di riferimento per il proletariato urbano. Negli anni successivi in Oltretorrente fu anche edificato un monumento a Corridoni. In occasione della posa della prima pietra del monumento a Corridoni avvenuta il 23 ottobre 1925 Mussolini intervenne a Parma per presenziare alla cerimonia. Più tardi Mussolini prese parte all'inaugurazione del palazzo delle Corporazioni e della Casa del Fascio. Davanti al nuovo palazzo delle corporazioni Mussolini si incontrò con Aimi al quale volle pubblicamente esprimere il proprio apprezzamento per l'attività sindacale di Aimi:
(Benito Mussolini il 23 ottobre 1925 a Parma)
I nuovi sindacati fascisti ottennero numerose adesioni anche nelle zone tradizionalmente socialiste tra Borgo San Donnino e Salsomaggiore. La cosa fu vista con sospetto da Aimi che non intendeva accettare all'interno del sindacato ex socialisti che non avessero dato prova di sentimenti nazionali. Mentre Remo Ranieri si fece portavoce di una linea di riconciliazione.

#### Lo scontro con gli agrari
Nel 1923 il sindacato fascista che radunava gli industriali e i commercianti iniziò ad ottenere le prime importanti adesioni soprattutto da parte degli operatori della emergente industria conserviera causando in parte l'isolamento della contrapposta "Federazione commerciale e industriale parmense" degli agrari. Rinforzati dalle nuove adesioni Aimi riprese gli attacchi contro gli agrari e la massoneria.
Nel frattempo nell'autunno i sindacalisti ottennero ampia rappresentanza nella federazione fascista che fu rinnovata e alla guida a Stevani subentrò un triumvirato formato da Carlo Siliprandi, Remo Ranieri e Ampelio Pattini. Sulla difensiva gli agrari, forti del sostegno della Banca Popolare Agricola di Lusignani, respinsero le accuse di Aimi sulla Gazzetta di Parma. Nel 1923 il sindacato fascista stipulò un nuovo patto di lavoro agricolo che sostituì gli accordi precedenti escludendo gli agrari dagli incontri. Gli agrari contestarono il nuovo accordo da cui erano stati esclusi nonostante precedentemente esistesse una commissione paritetica composta sia da fascisti che da agrari. Lo scontro tra sindacalisti fascisti e agrari proseguì ancora provocando il logoramento di entrambi i contendenti. Le posizioni intransigenti di Aimi alla lunga lo portarono all'isolamento all'interno del partito e, mentre gli agrari cedevano in parte, alla guida della federazione fascista fu richiamato Enzo Ponzi. Nonostante l'indebolimento, gli agrari mantenevano parte del loro potere, soprattutto nelle campagne, grazie all'appoggio della banca popolare. Il sindacato di Aimi, continuando sulla propria linea intransigente proseguì gli attacchi contro gli agrari, contro la banca popolare e contro Lusignani che la presiedeva. Nel momento di maggior tensione, nello scontro con Lusignani che aveva nel frattempo aderito al PNF Remo Ranieri per protesta si era dimesso dal partito e aveva costituito un "fascio dissidente" a Borgo San Donnino.
A Lusignani, oltre ad essere contestata l'appartenenza ai vecchi quadri politici dell'Italia giolittiana gli era imputata la questione morale.
Nel 1924 l'agraria ormai indebolita accettò l'inglobamento nei sindacati fascisti e il fallimento della banca popolare, che la sosteneva, di due mesi dopo chiusero la questione. Nonostante la sconfitta dell'agraria il declino dei sindacati di Parma guidati dall'integralista Aimi fu inarrestabile.
Nel periodo della "normalizzazione" a Parma, seguito alla caduta di Lusignani. dopo che il 15 dicembre 1926 il vicesegretario nazionale Renato Ricci era stato nominato da Roberto Farinacci commissario straordinario della turbolenta federazione parmense, buona parte degli esponenti del sindacalismo fu trasferita in altre città indebolendo l'autonomia del sindacato e ponendolo sotto il controllo del partito. Fossa fu trasferito in Sicilia e lo stesso Aimi fu allontanato per due mesi. Ritornato a Parma Aimi, forse con l'appoggio della massoneria, riassumendo la segreteria della Federazione corporativa provinciale. Aimi fu promosso capomanipolo della Milizia Volontaria per la Sicurezza Nazionale.
In seguito entrò in contrasto anche con il nuovo federale di Parma, il console della MVSN Raul Forti.
Il 20 agosto 1927 Aimi fu trasferito a Mantova.

### L'attività successiva
Divenne successivamente commissario straordinario dei sindacati fascisti di Firenze e segretario generale di Massa e Carrara; ispirandosi ad Edmondo Rossoni sostiene l'idea delle "compartecipazioni collettive" con l'obiettivo di dare luogo alla sbracciantizzazione delle campagne creando piccole tenute agricole da dare in proprietà ai braccianti stessi. Tema che riprenderà poi nel libro Dalla scomparsa del salariato alla corporazione.
Aimi continuò ad occuparsi di sindacalismo e, a partire dal 1930, a scrivere.
Nel 1939 fu nominato consigliere nazionale nella XXX legislatura del Regno d'Italia. come membro della corporazione dei cereali.
Muore a Como a 64 anni nel 1960. È sepolto nel Cimitero di Vidalenzo a Polesine Parmense (PR).

## Opere
- Unione dei Sindacati Fascisti dell'Agricoltura, 1930[42]
- Organizzazione sindacale dei lavoratori agricoli, 1932[43]
- Dalla scomparsa del salariato alla corporazione, 1934[44]
- Il sindacalismo fascista parmense nelle sue origini e nei suoi sviluppi, 1937, in AAVV, Agricoltura Parmese, Parma.[9]